# Lamnizla
Lamnizla (en àrab لمنيزلة, Lamnīzla; en amazic ⵍⴰⵎⵏⵉⵣⵍⴰ) és una comuna rural de la província de Taroudant, a la regió de Souss-Massa, al Marroc. Segons el cens de 2014 tenia una població total de 4.224 persones.